# Siegfried Eschke
Siegfried Eschke (* 11. Oktober 1933 in Chemnitz; † 14. Februar 2023) war ein deutscher Offizier der Nationalen Volksarmee (NVA) der Deutschen Demokratischen Republik (DDR), zuletzt im Range eines Generalmajors. Von 1976 bis 1990 war er Generaldirektor des Rüstungsbetriebes VEB Kombinat Spezialtechnik in Dresden und später Geschäftsführer eines Tochterunternehmens der General Atomics.

## Leben
Eschke, Sohn eines Angestellten, erlernte von 1948 bis 1952 den Beruf des Fernmeldemonteurs in Leipzig und arbeitete kurz im Beruf. Er wurde 1949 Mitglied der Freien Deutschen Jugend (FDJ). Im Jahr 1952 begann er an der Ingenieurschule Mittweida ein Studium als Funkingenieur. Nach seinem Eintritt in die Deutsche Volkspolizei (DVP) am 23. Juni 1952 war er bis 1954 Kursant an der VP-Offiziersschule Kamenz. Von 1954 bis 1955 diente er als Funkingenieur in der Dienststelle Bautzen der Kasernierten Volkspolizei (KVP). Eschke trat 1955 in die Sozialistische Einheitspartei Deutschlands (SED) ein.
Von 1955 bis 1961 war Eschke Offiziershörer an der Militärakademie für Ingenieure der Luftstreitkräfte „Prof. N. J. Schukowski“ in der Sowjetunion. Während dieser Zeit wurde er 1956 in die NVA übernommen. Anschließend war er von 1961 bis 1963 Oberoffizier für Funk- und Funkmesstechnik der 3. Luftverteidigungsdivision der NVA. 1963/64 war er stellvertretender Leiter und Leiter der Reparaturabteilung, ab 1964 im Rang eines Hauptmanns Leiter des VEB Instandsetzungswerk Pinnow.
1969/70 absolvierte Eschke einen Sonderlehrgang an der Hochschule für Ökonomie „Bruno Leuschner“ Berlin (HfÖ) in Berlin. Ab 1971 war er 1. stellvertretender Generaldirektor und von 1976 bis 1990 Generaldirektor des Rüstungsbetriebs VEB Kombinat Spezialtechnik in Dresden. Eschke wurde 1974 zum Oberst befördert und am 3. Oktober 1984 vom Vorsitzenden des Nationalen Verteidigungsrates der DDR, Erich Honecker, zum Generalmajor ernannt. Am 30. September 1990 wurde er aus dem Dienst entlassen. Nach der Wende war er als Geschäftsführer der Spezialtechnik Dresden tätig.
Am 11. Februar 1993 sagte er vor dem KoKo-Untersuchungsausschuss in Bonn, dass das DDR-Kombinat Spezialtechnik Dresden vollständig abgerüstet sei und keine Kriegswaffen mehr herstelle. Er sei vorwiegend für Instandsetzungsaufgaben verantwortlich gewesen und hätte keine Kenntnisse über den Verkauf von militärischen Ausrüstungen und Waffen. Demgegenüber steht, dass der ihm unterstellte Kombinatsbetrieb VEB Geräte- und Werkzeugbau Wiesa Handfeuerwaffen in das NSW exportierte und sogar speziell für diesen Markt entwickelte (siehe Wieger). Das benachbarte, ebenfalls zum Kombinat gehörende Werk VEB Flugzeugwerft Dresden setzte Kampfflugzeuge für Kunden im NSW instand, zum Beispiel während des Irak-Iran-Krieges für beide Kriegsparteien.

## Auszeichnungen
- Verdienstmedaille der DDR